# معركة لينيانو

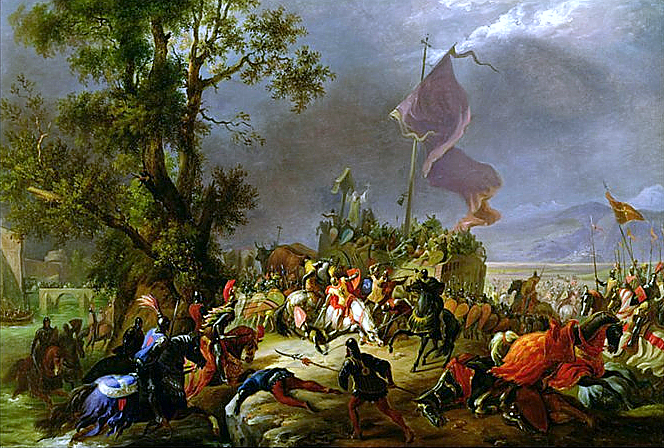
معركة لينيانو

وقعت معركة لينيانو بين الجيش الإمبراطوري لفريدريك بربروسا وقوات الرابطة اللومباردية في 2 مايو من عام 1176 بالقرب من بلدة لينيانو في إيطاليا اليوم. على الرغم من أن قرب العدو كان أمرًا مألوفًا لكلا الجانبين، إلا أنهما التقيا فجأة دون سابق تخطيط.
كانت المعركة حاسمة في الحرب الطويلة التي شنتها الإمبراطورية الرومانية المقدسة في محاولة منها لتأكيد سلطتها على بلديات شمال إيطاليا، التي قررت أن تضع خصومتها المتبادلة جانبًا وتنضم إلى تحالف عسكري يقوده بشكل رمزي البابا ألكسندر الثالث، وهو ما عُرف بالرابطة اللومباردية.
أنهت المعركة السلالة الخامسة والأخيرة لتبرز إيطاليا تحت قيادة الإمبراطور فريدريك بربروسا، الذي حاول بعد الهزيمة حل السؤال الإيطالي من خلال اعتماد نهج دبلوماسي. نتج عن هذا بضع سنوات من السلام (25 يونيو من عام 1183)، أدرك الإمبراطور من خلالها أهمية الرابطة اللومباردية وقدم تنازلات إدارية وسياسية وقضائية لصالح هذه البلديات مما أنهى رسميًا محاولته للسيطرة على شمال إيطاليا.
يُشار إلى المعركة في إيل كانتو ديلي إيتالياني (النشيد الوطني الإيطالي) من قبل غوفريدو ماميلي وميكاييل نوفارو: «[...] من الألب إلى سيسيليا، لينيانو في كل مكان [...]» في ذكرى انتصار السكان الإيطاليين على الأجانب. بفضل هذه المعركة أصبحت لينيانو المدينة الوحيدة إلى جانب روما، التي ذُكرت في النشيد الوطني الإيطالي. يُقام في لينيانو باليو دي لينيانو سنويًا منذ عام 1935، للاحتفال بالمعركة في آخر يوم من مايو. اختير تاريخ 29 مايو في المجال المؤسسي كعيد إقليمي في لومبارديا.

## خلفية

### السياق التاريخي
نشأ الصدام بين بلديات شمال إيطاليا والسلطة الإمبراطورية بسبب الصراع من أجل المناصب أو بسبب ذلك الصراع الذي ضم في القرنين الحادي عشر والثاني عشر، البابوية والإمبراطورية الرومانية المقدسة وفصائلها المسماة «غويلفيون وغيبلينيون» على التوالي. كان الخلاف مريرًا في بعض الأحيان لدرجة أن العديد من البلديات في شمال إيطاليا أقالت أساقفتها بتهمة السيمونية، إذ أنهم خدموا من خلال مناصبهم الإمبراطور وليس البابا.
لم يكن الخلاف حول المناصب هو المصدر الوحيد للاحتكاك بين الإمبراطورية وبلديات شمال إيطاليا، فقد نشأت أزمة الإقطاعية خلال النمو الاقتصادي للمدن الإيطالية الشمالية التي رغبت بتحرير نفسها من الإدارة الإمبراطورية.
علاوة على ذلك، كانت الأراضي الإيطالية للإمبراطورية الرومانية المقدسة مختلفة تمامًا عن تلك الجرمانية، في كل من الجوانب الاجتماعية والاقتصادية والثقافية، ولم تكن متعاطفة مع القوة الإمبريالية التي تديرها سلطة من سلالة ألمانية. علاوة على ذلك، فإن مشاركة الطبقة النبيلة من الأقاليم الإيطالية التي تهمين عليها الإمبراطورية، كانت أقل بكثير (وأخذت بالاختفاء تدريجيًا) في المهام الإدارية في المناطق التي تهيمن عليها المدينة، من مشاركة النبلاء في الأراضي الألمانية. بسبب الاحتكاكات التي نشأت في القرنين الحادي عشر والثاني عشر، شهدت مدن شمال إيطاليا اضطرابًا متصاعدًا أدى إلى ولادة شكل جديد من الحكم الذاتي المحلي على أساسا هيئة جماعية منتخبة مع وظائف إدارية وقضائية وأمنية، والتي بدورها عينت قنصلًا للمدينة: بلدية القرون الوسطى.
كان هذا التطور المؤسسي معاصرًا للنضال من أجل تقلد المناصب. عندما أصبح أسقف المدينة، الذي مارس تقليديًا تأثيرًا قويًا على المسائل المدنية في البلدية، منشغلًا إلى حد كبير بالصراع بين الإمبراطورية والبابوية، تشجع المواطنون من خلال بعض الطرق على البحث عن شكل من أشكال الحكم الذاتي الذي مكنهم من العمل بشكل مستقل في أوقات الشدة. أصبح المواطنون على وعي متزايد بالشؤون العامة لبلدياتهم وغير مستعدين لقبول الهياكل الكنسية والإقطاعية مع الإدارة الجامدة والهرمية للحكومة. كان التغيير الذي أدى إلى إدارة جماعية للإدارة العامة متجذرًا في هيمنة اللومبارديين على شمال إيطاليا، كان هذا الشعب الجرماني في الواقع معتادًا على تسوية أهم الأسئلة (التي كانت عادة ذات طبيعة عسكرية) من خلال عقد اجتماعات يرأسها الملك وتتألف من الجنود الأكثر شجاعة، ومن هذه الاجتماعات «غايرثنيكس» أو «أرينغو». انحدر من يشغل منصب القنصل عمومًا من الطبقات المهيمنة (التجارية والمهنية) على نحو متزايد في المدينة، وعلى الرغم من أن مدة ولاية القنصل كانت سنة واحدة فقط، وكان هناك نوع من تغيير الأفراد في المناصب، فإن الإدارة المجتمعية كانت في بعض الأحيان بمثابة زمرة من الأسر الرئيسية التي تتقاسم السلطة البلدية بأسلوب القلة الحاكمة. على أية حال، توقفت المدن الإيطالية الشمالية تدريجيًا عن الاعتراف بالمؤسسات الإقطاعية التي تبدو اليوم قديمة. 
علاوة على ذلك، تبنى الأباطرة السابقون لفترة معينة موقفًا من اللامبالاة تجاه قضايا شمال إيطاليا مع المزيد من الحرص على إقامة علاقات تنص على الإشراف على الوضع الإيطالي بدلًا من الممارسة الفعالة للسلطة. نتيجة لذلك، لم تمنع القوة الإمبريالية الأهداف التوسعية للبلديات المختلفة في المناطق المحيطة والمدن الأخرى، وبدأت المدن بحمل السلاح ضد بعضها البعض في منافسات لتحقيق الهيمنة الإقليمية.
من ناحية أخرى تنكر فريدريك بربروسا لسياسة أسلافه من خلال محاولة استعادة سيطرة الإمبراطورية على البلديات الشمالية الإيطالية وأيضًا على أساس مطالبات من بعض هذه الأخيرة، التي طالبت مرارًا وتكرارًا بالتدخل الإمبراطوري للحد من رغبة ميلانو في السيطرة. في عامي 1111 و1127، غزا بربروسا كل من لودي وكومو على التوالي مجبرًا بذلك بافيا وكريمونا وبرغمامو على الاستسلام.
مما زاد الطين بلة، أن العلاقات بين الإمبراطورية والبلديات تعرضت لمزيد من التدهور بسبب التدابير القاسية التي نفذتها السلطات الإمبراطورية ضد منطقة ميلانو. من بين هذا العوامل، ساهم اثنان في تأجج المشاعر المعادية للإمبراطورية، تمثل الأول في تدمير الإمبراطور للمنطقة الواقعة شمال المدينة بما في ذلك المحاصيل وأشجار الفاكهة للمزارعين، في محاولة لقطع الإمدادات في ميلانو عام 1160، إذ دمر بربروسا على وجه الخصوص خلال 15 يومًا كلا من قرى فيرتيماتي وميديليا وفيرانو وبيرسكو ولينيانو ونيرفيانو وبوليانو وروو. بينما ارتبط الحدث الثاني بالتدابير التي اتخذها فريديريك بربروسا بعد استسلام ميلانو (1162): فقد أجبر القس الإمبراطوري الذي أدار الريف الميلاني بعد هزيمة ميلانو، مزارعي المنطقة على دفع ضريبة سنوية باهظة من المواد الغذائية للإمبراطور، مما زاد من عداء السكان تجاه السلطة الإمبراطورية.